# 碧霞元君
碧霞元君是中國自宋朝以來道教崇拜的一位重要女神，她来源于中国大陆华北地区为中心的山神信仰，又称为“东岳泰山天仙玉女碧霞元君”、“泰山娘娘”、“泰山老奶奶”、“泰山老母”、“泰山聖母”、“萬山奶奶”、“天仙娘娘”等。其道場是在中國五嶽之尊的東嶽泰山，位於山東省的泰安市。
碧霞元君的影响力由山东省泰安市传播开来，历经千百年，特别是在明清时期以后，对于中国北方地区文化产生重大的影响。民间有“北元君·南妈祖”或“北圣母·南妈祖”的说法。

## 称号
碧霞元君全称为“东岳泰山天仙玉女碧霞元君”，道经称为“天仙玉女碧霞护世弘济真人”、“天仙玉女保生真人宏德碧霞元君”。俗称“泰山娘娘”、“泰山老奶奶”、“泰山老母”、“万山奶奶”等。中国南方部分地区也称其为“送子观音”。
“碧霞”意指东方的日光之霞，包含了东方、太阳崇拜的种种因素，它与东岳泰山的信仰是一脉相承的，因此碧霞元君信仰的核心就是以关于生育和成长的观念为基础的，这同样源自于泰山“东方主生，一本乎坤元资生万物”的信仰系统。“元君”则带有浓重的道教色彩，是道教女神的尊称。泰山奶奶在北方地区，妈祖娘娘在南方地区，前者是山神，后者是海神，她们在民间的名气及其信仰已远远超过了西王母，成为闻名于世的重要女神。

## 来历

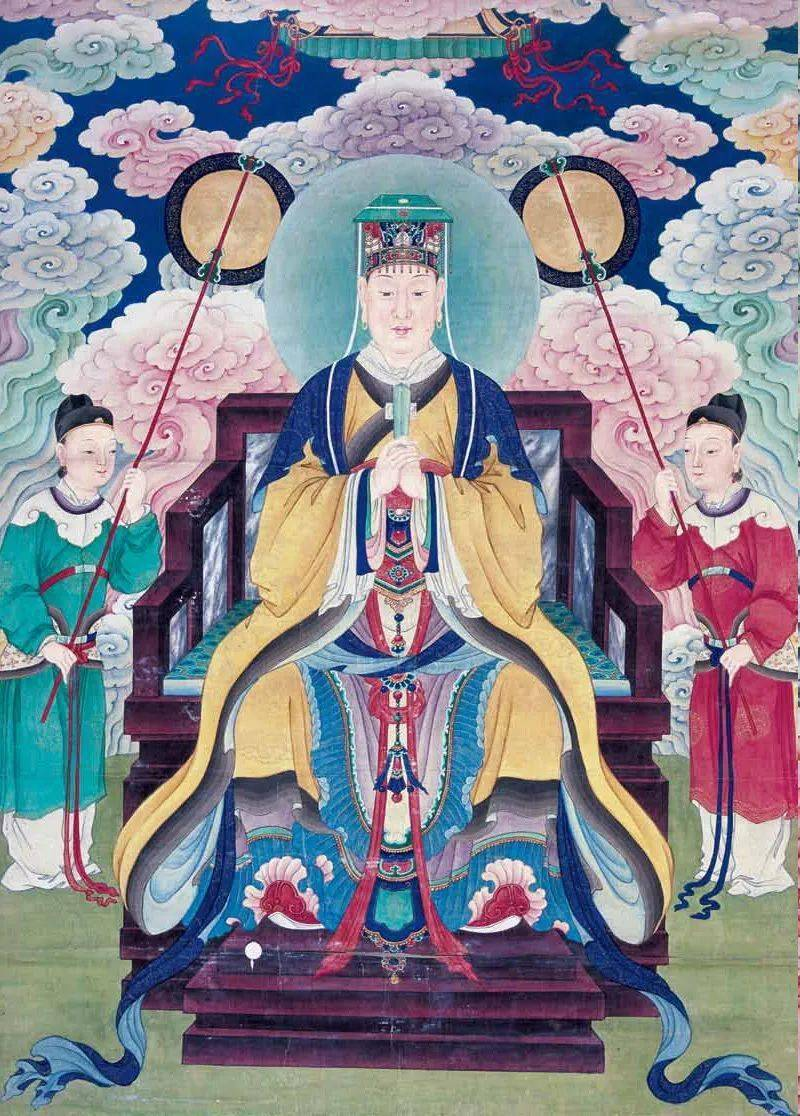
天仙聖母碧霞元君（北京市白云观藏）

关于碧霞元君的来历有各种不同的说法，但普遍来说她的老家则在山东泰山，在民间的信仰也远远胜过五岳。1929年，罗香林在《碧霞元君》一文中对其来历作以详细考证，其来历的说法分为“民女得道”和“仙女下凡”两种。碧霞元君被说成是玉皇大帝的妹妹，也有的是东岳大帝之女一说。
- 玉女前身說：据说汉代时期，皇宫的一座内殿中放有一对金童玉女的雕像，到了五代时，大殿突然坍塌，金童的雕像已被风化，而玉女的雕像则掉进了池塘中。直到宋代时期，真宗来到泰山封禅，在池塘边洗手时，突然从水面上冒一个石头人来。随后真宗便派人将其捞出，清洗干净一看，正是当年所失踪的玉女雕像。后来真宗下令在泰山上建立祠堂供人祭祀，将玉女雕像视为天帝之女，将其册封为“天仙玉女碧霞元君”。
- 黄帝女仙說：碧霞元君原本就是黄帝手下的一位仙女。后世文人觉得泰山玉女的地位不够尊贵，所以就给她编排了一个更为显赫的履历。李谔的《瑶池记》与《欽定古今圖書集成·神异典》卷二十一中记载，黄帝曾在建立岱岳观时，派遣曾经辅佐过他的七天女下凡来，云冠羽衣，一同迎接西昆真人。其中一位仙女—玉女跟随西昆真人刻苦修行，最终得道归真，册封为“碧霞元君”。[2]卷十三記載：王母池，一名「瑤池」，在嶽之南麓。池水之源，乃岱嶽山澗之水也。自黃峴嶺會石經峪、水簾洞諸源，匯而為斯池焉。昔黃帝建觀岱嶽，遣女七人，雲冠羽衣，修奉香火，以迎西王母，故名。[3]《太平御覽》卷十五引《黃帝玄女戰法》曰：黃帝與蚩尤九戰九不勝。黃帝歸于太山（泰山），三日三夜霧冥。有一婦人，人首鳥形，黃帝稽首再拜，伏不敢起。婦人曰：「吾玄女也，子欲何問？」黃帝曰：「小子欲萬戰萬勝。」遂得戰法焉。[4]
- 女童得道說：明朝作家王之刚的《玉女传》引《玉女卷》中记载，汉明帝时期有位大善人名叫石守道，他的妻子金氏奇迹般的生下了一个女神童，名叫玉葉，那孩子聪慧无比，从三岁开始就能熟知人伦道理，七岁就能通晓诸法，日夜礼拜西王母。在她十四岁时就经得曹仙长的指点，进入泰山的黄花洞中潜心修炼，最终得道飞升，成为了碧霞元君。《灵应泰山娘娘宝卷》中则说，泰山娘娘原本是西牛贺洲升仙庄中金员外的夫人黄氏所生，三岁就能吃斋，七岁时就开始悟道。皇帝召她册封为妃她硬是不从，而到泰山隐居修行了三十二年最终得道成仙，被玉皇大帝册封为“天仙玉女碧霞元君”，永镇泰山，为黎明百姓送子赐福，消灾避邪。另一部明刊宝卷《天仙圣母源流泰山宝卷》中唯一只把碧霞元君的身份升了格，说她是皇上的女儿千花公主。道教典籍《太上老君說天仙玉女碧霞元君護世弘濟妙經》中說碧霞元君是由斗母精運元氣所開放的金蓮而化生，歸隱岱嶽，修煉年久，最終證果天仙之位，送子並保生，永鎮泰山，司人間之善惡，統嶽府之神兵，護國救民，尋聲赴感。[5]
- 嶽帝愛女說：文献《三教源流搜神大全》卷一中记载，玉女大仙正是岱岳（泰山）太平顶峰玉仙娘娘是也，强调的是碧霞元君又多了两个称呼，即为“玉女大仙”或“玉仙娘娘”。[6]在这些传说中最流行的说法就是碧霞元君是东岳大帝之女，和东岳大帝同样源自于民间对山神的崇拜。同时碧霞元君还与泰山三郎（炳灵帝君）为兄妹关系。

## 信仰源起
碧霞元君信仰的发展史。元君信仰始于宋代，明代中叶后大盛于华北，并扩展到长江和淮河以北，清末则扩展至东北。在山东和河山，几乎每个县都有碧霞元君庙，清代北京至少有7座。碧霞元君会和观音供奉在同一庙宇。碧霞元君受朝廷册封「天仙圣母」，并被道教吸收。碧霞元君，初期善信多是妇女和社会下层人士。明清时善信流行登泰山朝圣，活动多由俗家信女「道婆」组织，此时正统道教在国家政治生活中受到限制，而泰山碧霞元君信仰却达到了鼎盛，“泰山行宫（娘娘庙）”遍及全国，《帝京景物略》：“后祠日加广，香火自邹鲁齐秦以至晋冀，祠在北京者，称泰山顶上天仙圣母。”，元君诞辰日的庙会演化为民俗节日，每年到泰山朝山进香的十方善信摩肩接踵络绎不绝。
碧霞元君信仰体系的核心是主生思想。泰山之“泰”，《周易·泰卦》云：“天地交而万物通也”。《风俗通义》言：“泰山一曰岱宗，岱，始也；宗，长也。方物之始，阴阳交代，故为五岳长。”五岳之中泰山为“东岳”，东方是太阳初升的地方，按五行属木，一四时为春，五常为仁，八卦属震，二十八宿为苍龙。“东”字从“木”，“日”在其中，甲骨文中“木”与“桑”通，故有日出扶桑之说；“春之为言蠢也，产万物者也”《礼记·乡饮酒》；“仁”乃天地大德；“震”与“苍龙”则是帝王出生腾飞之地。于是东方主生的思想就具体到泰山，泰山还成了“天地大德”、“帝王腾飞之地”。碧霞元者出于泰山信仰，很自然地继承了东方主生的思想，故《岱史》有云：“泰山位东土，察木德，而玉女坤质为水，助生成之功。”元君主生思想与妇女问题联系在一起，人们便认为元君主宰生儿育女。

## 各地的碧霞元君信仰

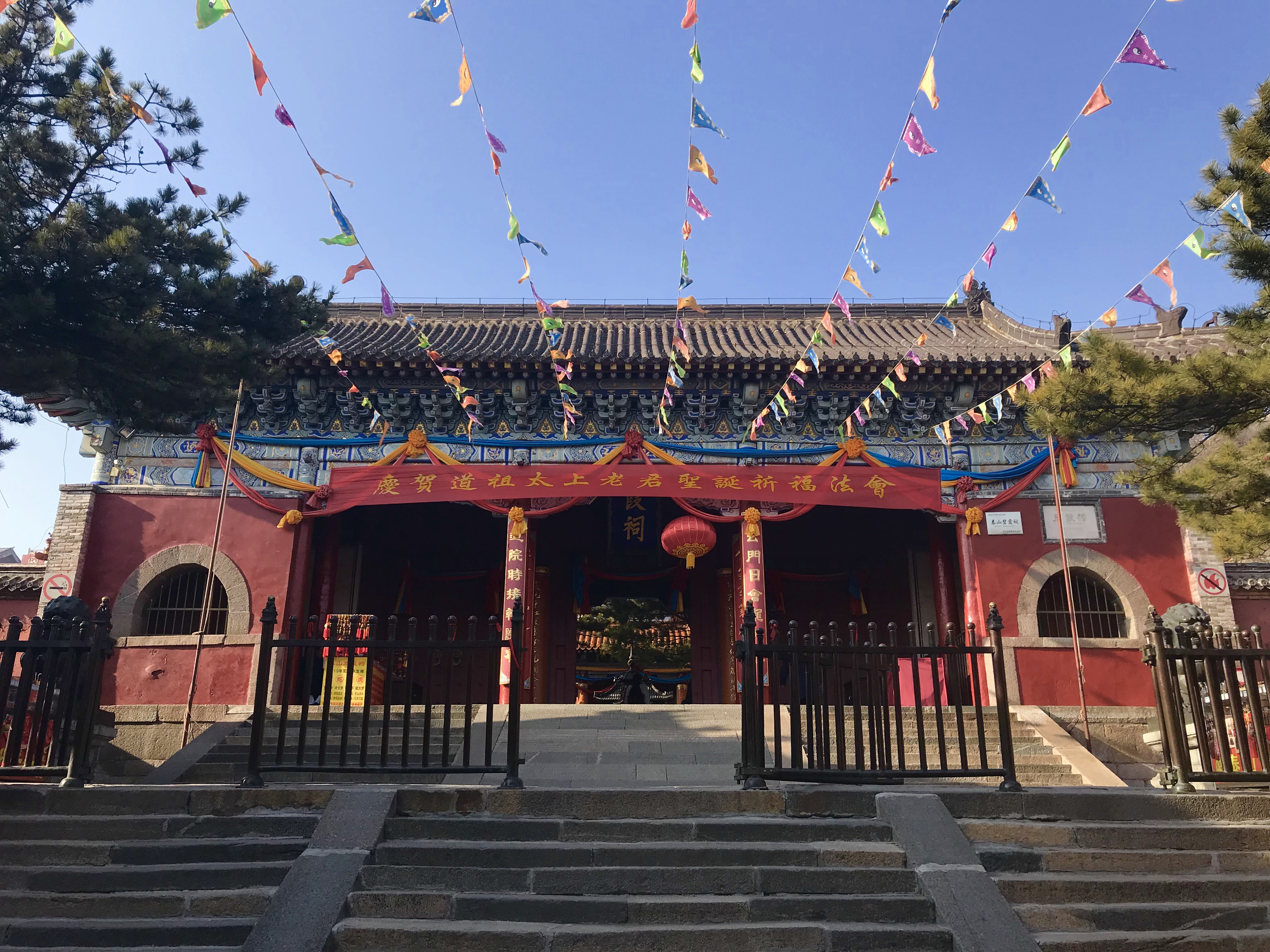
泰山碧霞祠

### 山东
碧霞元君祠，兴于康熙、盛于嘉庆，前后历经300余年，是道教著名女神碧霞元君的祖庭，是碧霞元君的上庙，位于泰山极顶之南。中庙---红门宫。下庙---碧霞灵应宫。
1. 山东省肥城市湖屯镇吕仙村的小泰山顶。旧县志称石庙。始建于明万历十八年。碧霞宫供奉碧霞元君，每逢农历正月初六和六月六日，举办庙会。1992年12月定为县级文物保护单位。
2. 山东枣庄市薛城区邹坞镇的泰山奶奶庙，在大清光绪“流芳不朽”碑中写道：“历览陈郝之神庙，自唐、宋、元、明、清及今屡经重修……惟泰山一庙，庙殿虽呈剥落而族祭宛如归市”，可见建庙之早，闻名久远也。
3. 山东省淄博市碧霞元君行宫，位于淄博市博山城区西南的凤凰山巅，占地1560平方米。是市级重点文物保护单位。
4. 山东省德州市碧霞元君故居，德州市乐陵市花园镇的王母殿村，初建于宋真宗时期，现在重新修复。有一种说法是碧霞元君，真名毕霞，是战国时期魏国公主。
5. 山东省济南市千佛山碧霞元君祠，千佛山是泰山余脉，祠中对碧霞元君尊称为天仙圣母碧霞元君。

### 北京
明代北京建了5座碧霞元君庙，分别是东顶、西顶、南顶、北顶和中顶。五顶庙中目前保存较完整的一個是位在水立方旁的北頂娘娘廟。
1. 北京平谷区丫髻山西顶的碧霞元君祠，唐贞观六年（632）建。元代改为碧霞元君祠。明嘉靖年间在此建铁瓦殿。清康熙年间重修，建成丫髻山行宫。1947年毁于战火，1986年重修。
2. 丰台区大灰厂娘娘庙，全称为：“天仙圣母碧霞元君行宫"，俗称"娘娘庙"，2003年被确定为第七批北京市文物保护单位。
3. 北京市区海淀区四季青乡蓝靛厂的西顶碧霞元君庙。西顶庙始建于明朝万历三十六年（1608年），是由明神宗的生母孝定皇后和明神宗捐钱修建的，明神宗赐名为“护国洪慈宫”。清康熙五十一年(1712)改称西顶碧霞元君庙，俗称西顶。为环列于京城四周的"五顶"之一，是京西著名古刹。“西顶”主要供奉道教的女神—碧霞元君。目前该庙正在修缮中将于2014年5月份开放[9]
4. 门头沟区的金顶妙高峰（妙峰山）碧霞元君庙。“妙峰山庙会”，已纳入国家级非物质文化遗产名录。
5. 北頂

### 河北
1. 河北邢台市的沙河市綦村镇孔庄圣母宫：又叫碧霞元君圣母寺始建于隋开皇八年，距今已有1400多年的历史。由于抗战时期的焚烧，中共建政后于破坏，圣母宫基本上被彻底毁没。现已经重修。
2. 景忠山碧霞元君庙，位于中国河北省唐山市迁西县景忠山顶，始建于明嘉靖二年（1523），历经多次修葺。现属清代宫殿建筑，是省级文物保护单位。
3. 吴桥碧霞祠，位于河北省吴桥县王台碧霞祠始建于明代，具体年月已不可考。至民国末年，殿宇荒芜，神像湮灭。文革中庙宇被毁，唯基址尚存。2005年重建。
4. 廊坊碧霞宫，位于河北省大城县西留各庄村，约明朝永乐年间建，2009年重建。
5. 濡阳南关碧霞宫，位于河北省保定市的安新县（古安州和新安两县合并而来）。
6. 崔母奶奶庙，位于河北省衡水市枣强县新屯镇，始建于明代嘉靖年间。

### 河南

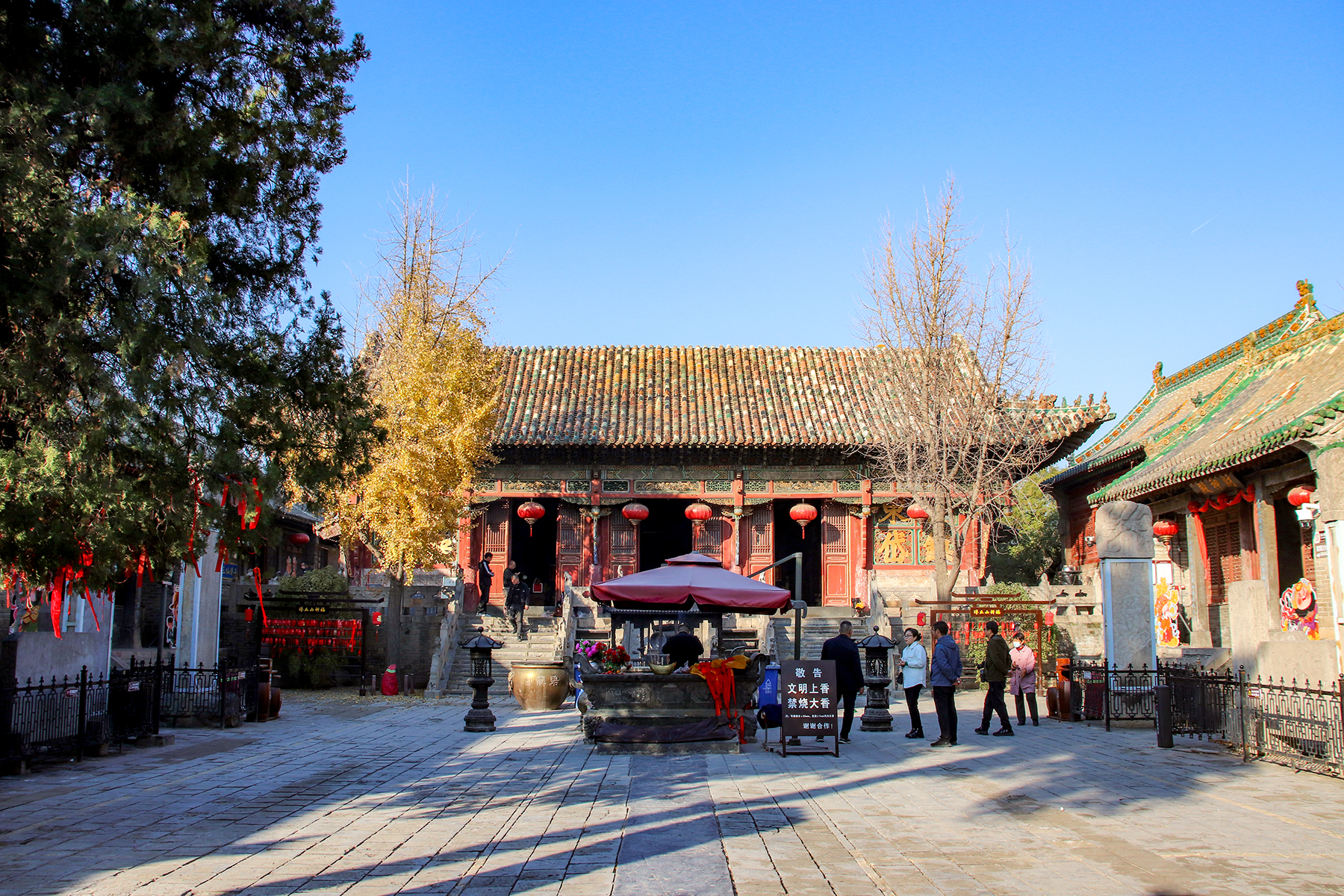
浚县碧霞宫

1. 河南鹤壁市浚县碧霞宫：即碧霞元君行宫，又名圣母庙，俗称奶奶庙，位于浮丘山南端山顶。碧霞宫始建于明嘉靖二十一年（1542年），历时21年落成。经明、清年间多次重修扩建，共有殿宇87间。2013年被公布为为第七批全国重点文物保护单位。
2. 河南林州白云山
3. 河南林州柏尖山
4. 河南林州乌云山

### 山西
山西长治市城区东南两公里的南石槽村东侧奶奶庙，供奉的碧霞元君，碧霞宫建在山腰，座东向西，二进院落，占地1300平方米。碧霞宫始建年代不详，依现存碑刻记载，唐贞观十三年（639）曾重修并扩建，宋、明、清各代都有不同程度的修缮。目前，圣母殿已修复。

### 安徽
1. 安徽六安市寿县帝母宫  相传道教创始人老子及庄子都曾在这一带活动过。“帝母宫”则兴盛于汉唐，现存遗址建于明嘉靖十九年，明清以后，帝母宫在皖西北两淮一带一直是道教活动中心，帝母宫主殿是“碧霞祠”。
2. 安徽滁州琅琊山碧霞宫 每年正月初九庙会非常热闹。
3. 安徽亳州市的芒山寺又叫泰山奶奶庙，原名碧霞元君祠，始建于唐朝，位于永城芒砀山保安山南峰山顶。大殿中供奉三尊神像，中为碧霞元君，左为赤霞（佩霞）元君，右为紫霞元君，俗称“三仙奶奶”。自从唐代开始每年农历三月二十至三十逢泰山奶奶香火庙会（芒砀山古庙会）。

### 黑龙江
1. 黑龙江省牡丹江天仙宫始建于清康熙三十一年（公元1692年），已有300多年的历史，是我国北部边陲著名的道教宫观。牡丹江天仙宫的原址位于牡丹江市兴隆镇下乜河地区，“文革”中被毁，2009年重建于牡丹江南岸大湾近郊旅游度假区。天仙宫坐北面南，由碧霞元君殿、三官殿、玉皇殿、慈航殿、聚仙殿、花园等组成，占地3万多平方米。整个道观的主殿堂碧霞元君殿。殿内供奉着9位娘娘，中央主祀的是碧霞元君，民间俗称“泰山奶奶”。[10]

### 臺灣
高雄市前鎮區德昌路全臺開基祖廟草衙龍鳳宮

## 有关碧霞元君的道经
《太上老君说天仙玉女碧霞元君护世弘济妙经》和《元始天尊说碧霞元君护国庇民普济保生妙经》，其中前者发现在泰山灵应宫的铜钟上经文，经专家考证是一种说法是明洪武年间至万历四十二年（1614），后者同时或稍晚出现，大约出于明代，作者不详。两经都出现自泰山地区。现在，《碧霞元君护世弘济妙经》其写作时间被推测为明初至嘉靖二十七年（1548）。
1. 《太上老君说天仙玉女碧霞元君护世弘济妙经》主要内容

该经主要讲述了碧霞元君之来历、职司、诵经功德以及辅忠助孝、善恶果报之理。其中着重描写碧霞元君是管理阴曹地府（岳府）鬼魂业报的女神，泰山也被视作为地狱。《经》托言“太上老君”所说,“天仙玉女碧霞元君”是泰山女神封号，“护世弘济”是《经》之主旨。篇首载太上老君在王屋洞天大会说法，元君径诣道前，自述来历、职司，询问血湖等狱女魂罪苦、有入无出之原由。老君详告岱岳之狱、酆都诸狱、血湖等狱业缘报之别，尤其女人坐褥之时触犯神祇恶咎重若泰山。元君拜求老君“悯念忧苦，愿赐经怜”，欲追先祖，虔修善功，请道士诵此经即可消罪获福。若求子嗣，为寿为灾为官为讼为妖，心祷昧告，无不感应。印造散施、诚心供奉此经，亦可如求如愿。中间有神咒四言117字。其后，老君又说元君巡察善恶，考校轻重，福善罚恶之期。最后，太上老君说天仙宝号，言元君来历、职司、功德和封号。
1. 以碧霞元君为名的仅存的两部道经的异同。[11][15]

《碧霞元君护世弘济妙经》及《碧霞元君护国庇民普济保生妙经》是仅见的关于碧霞元君的两部道经。二者关于碧霞元君的圣诞、封号、职司和宝诰等基本一致，但关于元君来历则略有不同。《碧霞元君护世弘济妙经》中说元君是“西天斗母精运元气发现金莲化生”，归隐岱岳修炼，功成道合，永镇泰山。而《碧霞元君护国庇民普济保生妙经》称元君“劫初证上真”，“已证太一青玄之位”，观见众生受沉沦之苦，“为化女流普度群生”，分真化炁，降临泰山，“静居上境，复炼元真”，“应九炁以生生，体一元而化化”，“惠溥天民”。
- 关于碧霞元君的圣诞，《碧霞元君护世弘济妙经》记载为“孟夏十八,化身母前”，《碧霞元君护国庇民普济保生妙经》亦言“于四月十八日分真化炁,现是慈颜”，都以农历四月十八日为碧霞元君圣诞，至今，北京妙峰山元君庙会仍以四月十八为圣诞日。但是,碧霞元君祖庭—泰山碧霞祠如今却以农历三月十五日为圣诞日,不知始于何时。而据泰山史志记载,至少至清代中期泰山尚以四月十八日为元君圣诞。
- 关于碧霞元君的封号，《碧霞元君护世弘济妙经》言“受敕天仙玉女碧霞护世弘济真人”、“天仙玉女广灵慈惠恭顺溥济保生真人护国庇民弘德碧霞元君”。《碧霞元君护国庇民普济保生妙经》亦言“受命玉帝证位天仙”、“天仙玉女广灵慈惠恭顺溥济保生真人护国庇民弘德碧霞元君”。二者基本一致。而当今泰山碧霞祠早坛功课中,有《泰山圣母宝诰》，称“天仙玉女广灵慈惠恭顺溥济保生真人护国庇民弘德碧霞元君金光普照天尊”。明查志隆《岱史》卷九《崔文奎记略》则认为:“岱岳毓神，上通乾象，降临下土，坤道成女。‘天仙玉女’之号意以是与，‘碧霞元君’之称则后世加封之典。”清聂剑光《泰山道里记》亦有“明洪武中始有碧霞元君之号”的记载。
- 关于碧霞元君的职司，《碧霞元君护世弘济妙经》云：“永镇泰山，助国裕民，济厄救险，赏功伐罪”、“统岳府之神兵，掌人间之善恶。巡声赴感，护国安民”。而《碧霞元君护国庇民普济保生妙经》称：“安国护民，警世敦元。辅忠助孝，翼正扶贤。保生益算，延嗣绵绵。消灾化难，度厄除愆。驱瘟摄毒，剪祟和冤。岳庭官将，号令威严。不仁不义，忤逆凶顽，不尊正道，化微尘烟。敢有咒诅，押送酆山，魂系幽司，万劫不原。下民有祷，无愿不全。大慈应应感，溥济人天。”两经所言元君职司大同小异。
- 关于碧霞元君的宝浩《碧霞元君护世弘济妙经》与《妙经》完全相同，但与当今泰山碧霞祠早坛功课中的《泰山圣母宝诰》则有三处差异。两经首句是“泰山顶上，东岳内宫”，而《泰山圣母宝诰》则是“童身得道,泰山成真”。两经中有“大圣大慈，至孝至仁”一句，《泰山圣母宝诰》则为“大圣大慈，大悲大愿”，且《宝诰》最后较两经多“金光普照天尊”一句。此《宝诰》出自何处，无考。[11]

## 碧霞元君庙分布情况
- 由于碧霞元君影响巨大，其行宫遍布现在的山东、河北、河南、山西、安徽、江苏等地，浙江、江西、湖南、湖北、广东、福建、四川、云南、陕西、甘肃、辽宁、吉林、黑龙江等地也有分布。据不完全统计，上述地区共有一千余处碧霞元君庙，其中数量最多的是现在的山东、河北两省，均在300处以上。在这两省内的分布也不平衡，有些县有一、二处、有的县有十几甚至几十处。南方的浙江、福建、广东、江西、湖南、云南等地数量较少，每省仅有几处。因所阅资料有限以及很多碧霞元君庙未收入地方志等资料中，故数量还远不止这些。
- 碧霞元君庙在各地的名称不尽相同，有碧霞宫、碧霞庵、碧霞阁、碧霞观、碧霞元君行宫、碧霞元君行祠、碧霞元君祠、碧霞元君宫、碧霞元君观、碧霞元君殿、碧霞元君圣母庙、元君圣母庙、圣母庙、子孙圣母庙、元君行宫、元君庙、娘娘庙、子孙娘娘庙、娘娘行宫、奶奶庙、天仙宫、天仙行宫、天仙圣母行宫、天仙圣母祠、行宫庙、天仙庙、东岳天仙庙、东岱圣母行宫、泰山庙、泰山宫、泰山阁、泰山庵、泰山殿、泰山行宫、泰山元君行宫、泰山行祠、泰山碧霞宫、泰山神母宫、泰山圣母庙、泰山圣母宫、泰山圣母祠、泰山圣母行宫、泰山圣母行祠、九天圣母庙、元圣庙、元女庙、护国天仙庙、圣姑寺、神州庙、泰安宫等50种别称。[16]

## 碧霞元君祠（祖庭）

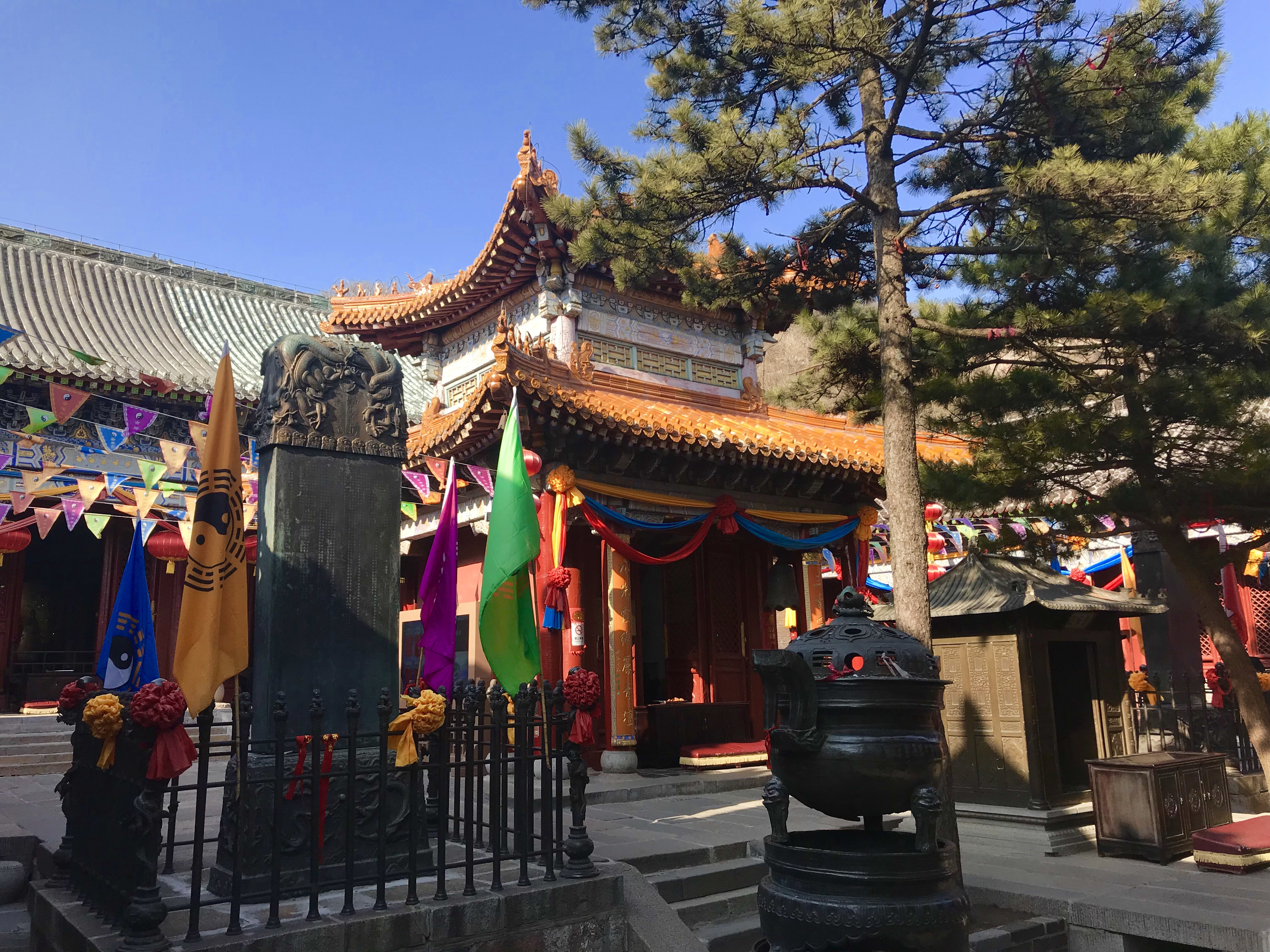
泰山碧霞祠香亭

碧霞元君祠位于山东省泰安市的有五岳独尊之称的泰山山顶上，是碧霞元君祖庭，是主庙。

## 形象
在泰山宮和地方廟宇中，碧霞元君是一個美女，纏小腳，穿綉花鞋；在妙峰山廟裏，碧霞元君的形象則是中年婦女，頭戴鳳冠，身着霞帔，形象尊貴。在傳說中，她又像和藹慈祥的母親。

## 民间崇拜
據稱碧霞元君可賜善信孩子與健康，守護孩童，治小兒痘瘡。清代小說，如《醒世姻緣傳》、《子不語》記載，碧霞元君統領和掌控天下狐仙，以狐仙為侍者。
文學上因在清代文人韩锡胙所作的《元君记》而知名。将碧霞元君定格为民女得道升天，与西王母、九天玄女等女神仙一样都曾出自于泰山，而这些女神通常都司管中国古代的妇女生育之职。碧霞元君自从修成正果后，除了统领岳府神兵，照察人间善恶之外，其中也主宰了生育，是北方最为重视的生育神。大多元君庙中都配有送子娘娘，好协助碧霞元君管理生育。
明清时期有许多民间的秘密宗教都来源自白莲教，其中的基本信仰都来源于佛教净土宗的弥勒信仰，之后又转变为了无生老母信仰，而碧霞元君与无生老母同样也成为了受苦受难人民心目中的慈爱圣母，所以民间几乎都无视了碧霞元君塑像的那副年轻的美丽容貌，都把她叫为“泰山老奶奶”，象征着泰山女神犹如老祖母般的亲密与信赖。
元君庙在泰山上分有上、中、下三庙，每年农历四月十八为泰山老母的祭祀日，另一说法是农历的三月十五日。

## 外部連結
- 碧霞元君普度网 （页面存档备份，存于）
- 台灣開基祖廟龍鳳宮碧霞元君 （页面存档备份，存于）
- 中华泰山老母文化网